# 김천 유성리 소나무
김천 유성리 소나무는 대한민국 경상북도 김천시 증산면 유성리, 본래 쌍계사라는 절이 있었던 곳으로 현재 증산면사무소 구역 내에 위치하고 있는 소나무이다. 2010년 4월 19일 경상북도의 기념물 제167호로 지정되었다.

## 지정 사유
본래 쌍계사라는 절이 있었던 곳으로 현재 증산면사무소 구역 내에 위치하고 있다. 이곳에 식생하는 소나무는 수령이 250년 2그루와 200년 1그루가 있다. 이들 소나무는 수령이 오래되고 수형이 수려하고 거북등과 같은 껍질 등 형태상 특징을 가지고 있어 학술적인 가치가 높아 도기념물로 지정한다.

## 참고 자료
- 김천 유성리 소나무 - 국가유산청 국가유산포털